# Velika Gorica
Velika Gorica er en by i det centrale Kroatien, med et indbyggertal (pr. 2001) på ca. 35.000. Byen ligger lige sydøst for hovedstaden Zagreb, og regnes ofte som en forstad til denne.
Zagreb Lufthavn ligger i byen.
45°42′N 16°04′Ø / 45.700°N 16.067°Ø
- Wikimedia Commons har flere filer relateret til Velika Gorica